# Bárid mac Ímair
Bárid mac Ímair (... – 881 circa) è stato un re vichingo-gaelico di Dublino nel IX secolo.
Figlio di Ímar, apparteneva alla dinastia vichingo-gaelica degli Uí Ímair. Morì dopo una scorreria a Duleek. Il fratello Sigfrido gli successe sul trono di Dublino.

## Biografia
Bard figlio di Ímar compare nelle cronache nell'anno 867 quando, allora un semplice jarl del Lochlann, viene attaccato da uomini del Connacht mentre guida un'incursione insieme a jarl Háimar. Nel 872 razzia il regno di Magh Luirg e le isole del Lough Ree. Le saghe ci informano poi che Bard ospitò in quegli anni uno dei figli di Áed Findliath, già alleato di suo padre contro Máel Sechnaill mac Máele Ruanaid: un dato utile per comprendere i successivi legami familiari tra gli Uí Ímair e gli Uí Néill. Nell'anno 873, Bard salpò da Dublino con una flotta e razziò le terre di Ciarraige Luachra (Contea di Kerry). Si trattò probabilmente di una dimostrazione di forza successiva alla sua presa di potere come nuovo Re di Dublino essendo morto nel medesimo anno il padre Ímar. Nel Cogad Gáedel re Gallaib è riportato che alla razzia partecipò anche suo cugino Oistin mac Amlaíb, figlio di Amlaíb Conung, cosa che porta taluni a supporre una co-reggenza su Dublino dei due cugini. Negli anni successivi, gli Uí Ímair dovettero difendere il loro regno dalle mire di un altro vichingo, Albann, identificato in Halfdan Ragnarsson, già capo della Grande armata danese, che, espulso dalla Northumbria tentò di prendere per sé il Regno di Dublino. Nel 875, Halfdan uccise Oistin, probabilmente durante un primo attacco a Dublino non riuscito. Il danese tornò all'attacco nel 877, trovando la morte contro Bard nella Battaglia di Strangford Lough (nella Contea di Down).
Gli Annali irlandesi concordano nel fissare la morte di Bard all'anno 881, poco dopo una scorreria a Duleek, e ne attribuiscono le cause ad un miracolo operato dal santo locale, Ciaran.

## Discendenza
L'unico discendente certo di Bard è Uathmarán mac Bárid, il cui nome gaelico lascia supporre un tentativo d'inserimento tra le élite indigene.

Figli presunti di Bard furono forse:
- Eloir mac Báirid (morto 891);
- il "mac Báirid" che saccheggiò Cill Clethi nel 937 (forse Aric mac Báirith)[12];
- Colla mac Báirid (morto 924)[13].

I tre avrebbero però potuto essere figli di Bárid mac Oitir (morto 914) e non di Bárid mac Ímair.

### Fonti
- Annali dell'Ulster
- Annali dei quattro maestri
- Annali di Inisfallen
- Annali frammentari d'Irlanda
- Cogad Gáedel re Gallaib
- Cronaca degli Scoti

### Studi
- Downham C (2007), Viking Kings of Britain and Ireland : The Dynasty of Ívarr to A.D. 1014, Edimburgo, Dunedin Academic Press, ISBN 978-1-903765-89-0.
- Forte A, Oram R, Pedersen F (2005), Viking Empires, Cambridge University Press, ISBN 0-521-82992-5.
- Helle K [a cura di] (2003), The Cambridge History of Scandinavia. Volume 1: Prehistory to 1520, Cambridge University Press, ISBN 0-521-47299-7.
- Holman K (2007), The Northern Conquest : Vikings in Britain and Ireland, Oxford, Signal.
- Hudson BT (2005), Viking Pirates and Christian Princes: Dynasty, Religion, and Empire in the North Atlantic, Oxford.
- Jones G (1984), A History of the Vikings, ed. riv., Oxford University Press, ISBN 9780192158826.
- Ó Corráin D (1997), Ireland, Wales, Man and the Hebrides, in Sawyer P [a cura di] (1997), The Oxford Illustrated History of the Vikings, Oxford University Press, ISBN 0-19-285434-8,
- Ó Corráin D (1998), The Vikings in Scotland and Ireland in the Ninth Century, in Peritia, 12: 296–339.
- Ó Cróinín D (1995), Early Medieval Ireland 400–1200, Londra, Longman, ISBN 0-582-01565-0.
- Sigurðsson JV [e] Bolton Timothy [a cura di] (2013), Celtic-Norse Relationships in the Irish Sea in the Middle Ages 800-1200, Brill, ISBN 978-90-04-25512-8.
- Valante MA (2008), The Vikings in Ireland: Settlement, Trade, and Urbanization, Four Courts.
- Woolf A (2002), Age of Sea-Kings: 900-1300, in Donald O [a cura di] (2002), The Argyll Book, Edimburgo, Birlinn, pp. 94–109.
- Woolf A (2007), From Pictland to Alba, 789–1070, in The New Edinburgh History of Scotland, Edinburgh University Press, ISBN 978-0-7486-1234-5.